# Urydyno-5′-monofosforan
Urydyno-5′-monofosforan (UMP) – organiczny związek chemiczny, rybonukleotyd pirymidynowy wchodzących w skład RNA. Jest estrem kwasu fosforowego i urydyny.